# Leia bilunula
Leia bilunula är en tvåvingeart som beskrevs av Christian Rudolph Wilhelm Wiedemann 1828. Leia bilunula ingår i släktet Leia och familjen svampmyggor. Inga underarter finns listade i Catalogue of Life.